# 杏林春暖
《杏林春暖》（英語：General Hospital，或簡稱）是一部於ABC播出的美國日間醫學電視劇。它因作為美國史上最長壽的肥皂劇而被列入金氏世界紀錄，也是美國繼《指路明燈》後史上最長壽的電視劇。同時，這也是繼英國電視劇《弓箭手》和《加冕街》之後的世界第二長壽的電視劇。
截至2022年6月22日，該劇已播出了1萬5000集。

## 外部連結
- 官方網站 （页面存档备份，存于）
- 互联网电影数据库（IMDb）上《杏林春暖》的资料（英文）